# Phobetes latipes
Phobetes latipes là một loài tò vò trong họ Ichneumonidae.